# Kaiserliche Odessaer Gesellschaft für Geschichte und Altertümer
Die Kaiserliche Odessaer Gesellschaft für Geschichte und Altertümer (ukrainisch Императорское одесское общество истории и древностей) war eine ukrainische wissenschaftliche Gesellschaft.
Gegründet wurde die Gesellschaft 1839 in Odessa. Sie erhielt bald die Unterstützung durch Fürst Michail Semjonowitsch Woronzow (1782–1856), von 1823 bis 1854 Generalgouverneur von Bessarabien und Neurussland, der auch ihr Ehrenpräsident wurde. Zweck der Gesellschaft war das Sammeln, Beschreiben und Bewahren archäologischer Denkmäler und historischer Dokumente zur südlichen Ukraine und den Saporoger Kosaken, zur Krim und zu Bessarabien. Zudem sollten geschichtswissenschaftliche Studien über die Gebiete vorbereitet und veröffentlicht werden. Die Gesellschaft führte Ausgrabungen in den antiken Städten der nördlichen Schwarzmeerregion aus und untersuchte Kurgane. Sie betrieb eine umfangreiche Bibliothek, unterhielt Archive und gründete bereits 1840 ein Museum, das später mit dem 1858 gegründeten Archäologischen Museum von Odessa vereint wurde. Außerdem führte die Gesellschaft die Aufsicht über die Museen in Feodossija und Sewastopol sowie auf Kertsch. Auch die gut erhaltenen genuesischen Festungen von Sudak und Bilhorod-Dnistrowskyj unterstanden ihrer Aufsicht.
Von 1844 bis 1919 gab sie 33 Bände der Zeitschrift Notizen der Kaiserlichen Gesellschaft für Geschichte und Altertümer in Odessa (Записки Императорского Одесского общества истории и древностей) heraus, außerdem Monographien und Kataloge. Im Jahr 1893 hatte die Gesellschaft 16 Ehrenmitglieder, 122 Voll- und 40 korrespondierende Mitglieder. Im Jahr 1922 wurde die Gesellschaft, die sich in den ersten Jahrzehnten nach ihrer Gründung zu einer der angesehensten gelehrten Gesellschaften der Ukraine entwickelt hatte, aufgelöst, fand aber eine Nachfolgerin in der 1959 gegründeten Archäologischen Gesellschaft Odessa.

## Mitglieder (Auswahl)
- Guglielmo Bechi (1791–1852), italienischer Architekt des Klassizismus und Archäologe
- Paul Adam von Becker (1808–1881), deutschstämmiger russischer Altphilologe, Archäologe und Hochschullehrer
- Richard Foerster (1843–1922), deutscher Klassischer Philologe, Archäologe und Kunsthistoriker
- Wassili Wassiljewitsch Grigorjew (1816–1881), russischer Orientalist und Archäologe
- Petro Lebedynzew (1820–1896), ukrainischer Historiker, Archäologe, Journalist, Lehrer und religiöser Führer
- Nikolai Murzakewicz (1806–1883), russischer Historiker, Archäologe und Bibliotheksdirektor
- Oleksandr Pol (1832–1890), ukrainisch-russischer Geologe, Ethnograph, Archäologe und Geschäftsmann
- Apollon Alexandrowitsch Skalkowski (1808–1899), russischer Historiker
- Ernst von Stern (1859–1924), deutsch-russischer Althistoriker und Klassischer Philologie
- Boris Wassiljewitsch Warnecke (1874–1944), russischer Klassischer Philologe